# Phytomyza lappae
Phytomyza lappae är en tvåvingeart som beskrevs av Goureau 1851. Phytomyza lappae ingår i släktet Phytomyza och familjen minerarflugor.
Artens utbredningsområde är Frankrike. Arten är reproducerande i Sverige. Inga underarter finns listade i Catalogue of Life.